# Ardisia lustrata
Ardisia lustrata är en viveväxtart som beskrevs av Benjamin Clemens Masterman Stone. Ardisia lustrata ingår i släktet Ardisia och familjen viveväxter. Inga underarter finns listade i Catalogue of Life.